# Gondoriz (Arcos de Valdevez)
Gondoriz é uma povoação portuguesa sede da Freguesia de Gondoriz do Município de Arcos de Valdevez, freguesia com 33,97 km² de área e 861 habitantes (censo de 2021)., tendo, por isso, uma densidade populacional de 25,3 hab./km².
Esta freguesia tem 23 lugares. Tem um rancho folclórico e uma associação.

## Demografia
A população registada nos censos foi:
| Distribuição da População por Grupos Etários | Distribuição da População por Grupos Etários | Distribuição da População por Grupos Etários | Distribuição da População por Grupos Etários | Distribuição da População por Grupos Etários |
| -------------------------------------------- | -------------------------------------------- | -------------------------------------------- | -------------------------------------------- | -------------------------------------------- |
| Ano                                          | 0-14 Anos                                    | 15-24 Anos                                   | 25-64 Anos                                   | > 65 Anos                                    |
| 2001                                         | 137                                          | 147                                          | 527                                          | 298                                          |
| 2011                                         | 84                                           | 76                                           | 458                                          | 340                                          |
| 2021                                         | 53                                           | 67                                           | 390                                          | 351                                          |